# Moulin à Donji Petrovci
Le moulin à Donji Petrovci (en serbe cyrillique : Воденица у Доњим Петровцима ; en serbe latin : Vodenica u Donjim Petrovcima) est un moulin à eau situé à Donji Petrovci, dans la province de Voïvodine, dans la municipalité de Ruma et dans le district de Syrmie, en Serbie. Il est inscrit sur la liste des monuments culturels de grande importance de la république de Serbie (identifiant no SK 1302).

## Présentation
Le moulin, le seul subsistant de sept moulins construits sur le canal de la Jarčina, a été édifié à la fin du XIXe siècle.
Conçu comme un édifice résidentiel, il est constitué de briques. Il est situé sur un terrain en pente qui aboutit à la rivière où se trouve la roue en bois entraînant le mécanisme. Il possède un toit à deux pans et la façade donnant sur le devant de l'édifice est dotée de deux fenêtres ; à l'intérieur, l'espace est divisé en trois parties, dont la plus importante est consacrée au travail et les deux autres, plus petites, au logement du meunier.
Le mécanisme du moulin est constitué d'une roue verticale et d'un axe horizontal qui, par un système d'engrenages, entraîne une meule en pierre.
Le moulin de Donji Petrovci constitue un exemple des moulins à eau de la région de Syrmie que l'on ne rencontrait que dans le secteur du massif de la Fruška gora ; aujourd'hui, il n'est plus en fonction.